# 오베르스트도르프

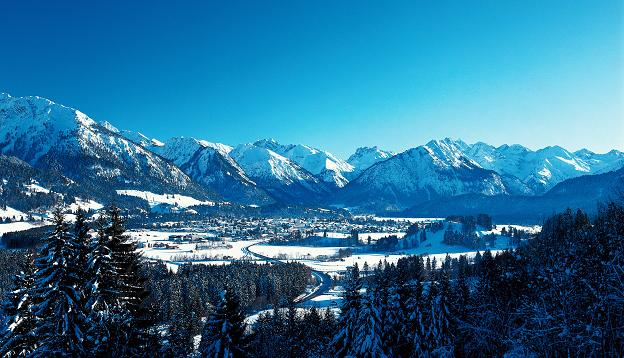
오베르스트도르프

오베르스트도르프(독일어: Oberstdorf)는 독일 바이에른주에 위치한 도시로 높이는 815m, 인구는 9,638명(2015년 12월 31일 기준)이다.
독일 최남단에 위치한 지방 자치체로서 알프스산맥과 접한다. 오스트리아 국경과 가까운 편이며 스키, 하이킹으로 유명한 곳이다.

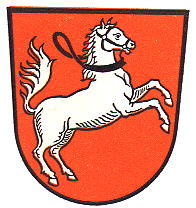
시 문장